# Графство Хаг
Графство Хаг (нем. Grafschaft Haag) — графство Священной Римской империи, существовавшее с X в. по 1804 г. В ходе германской медиатизации было присоединено к курфюршеству Бавария. Располагалось на территории сегодняшних баварских округов Мюльдорф, Эрдинг, Розенхайм и Эберсберг. В 1567 г. было разделено на пять амтов: Альбахинг, Меринг, Кирхдорф, Швиндау и Риден, в состав графства также вошли гофмарки Хамперсберг, Шёнбрунн, Армсторф, Санкт-Вольфганг и Прейсендорф.

## История
Город Хаг впервые упоминается около 980 г. как резиденция сеньоров де Хага. Неизвестно, какими правами она тогда обладала.
Около 1200 г. власть перешла к семье Гуррен фон Кирхдорф из соседнего пфаррдорфа. Вероятно, в это время были построены нижние этажи рыцарской башни Гаагского замка.
Возвышение до имперского графства произошло под властью семьи Фраунбергеров. В 1245 г., после того как Гуррены Хага вымерли, император Фридрих II передал Гаагу Зигфриду фон Фраунбергу. В то же время была подтверждена высокая юрисдикция «комитата Хаг» как имперской вотчины. В 1324 году император Людвиг IV предоставил городу Хаг права рынка (нем. zu dem Hage). Георг III фон Фраунберг руководил военной кампанией против герцогства Бавария-Ландсхут в ходе «Бычьей войны» с 1421 по 1422 г.
В 1465 году Фраунбергеры стали баронами с имперским статусом и таможенными правами. В 1509 г. семья стала потомственными имперскими графами. Образованное таким образом Имперское графство Гаага было окружено Баврией, лишь на западе — сеньорией Бургрейн княжества-епископства Фрайзинг.
После смерти графа Владислава фон Фраунберг-Хага, в 1567 г. графство перешло к герцогу Баварии Альбрехту V. Его сын Вильгельм V передал графство своему брату Фердинанду в 1588 году по случаю морганатического брака с Марией Петтенбек. Их потомки образовали побочную ветвь дома Виттельсбахов — графов Вартенбергских, которая вымерла в 1736 г. В 1596 г. было подавлено Хагское крестьянское восстание, в котором приняли участие 1,5 тыс. крестьян с требованием восстановить прежние права. В 1650 г. курфюрст Максимилиан I передал графство своему брату Альбрехту в обмен на ландграфство Лейхтенбергское, которое хотел передать своему второму сыну Максимилиану Филиппу Иерониму. С 1666 г. графство находилось в личном владении баварских курфюрстов, но сохраняло независимость.
В 1777 г. во время войны за баварское наследство графство было передано императором фельдмаршалу и президенту гофкригсрата Андаша Хадика, что продлилось до её окончания с Тешенским миром в 1779 г. В ходе германской медиатизации в 1804 г. графство Хаг стало частью Баварского курфюршества.